# NGC 3394
NGC 3394 est une galaxie spirale située dans la constellation de la Grande Ourse. NGC 3394 a été découverte par l'astronome germano-britannique William Herschel en 1791.

## Caractéristiques
La classe de luminosité de NGC 3394 est III et elle présente une large raie HI.

### Distance
Sa vitesse par rapport au fond diffus cosmologique est de6 509 ± 9 km/s, ce qui correspond à une distance de Hubble de 51,8 ± 3,6 Mpc (∼169 millions d'al).
À ce jour, cinq mesures non basées sur le décalage vers le rouge (redshift) donnent une distance de 71,480 ± 22,169 Mpc (∼233 millions d'al), ce qui est à l'intérieur des valeurs de la distance de Hubble. Notons cependant que c'est avec la valeur moyenne des mesures indépendantes, lorsqu'elles existent, que la base de données NASA/IPAC calcule le diamètre d'une galaxie et qu'en conséquence le diamètre de NGC 3394 pourrait être d'environ 30,1 kpc (∼98 200 al) si on utilisait la distance de Hubble pour le calculer. 

## Paire de galaxies
Les galaxies NGC 3392 et NGC 3394 font partie d'une paire de galaxies.